# Цанцзе (письмо)
Цанцзе (кит. трад. 倉頡輸入法, упр. 仓颉输入法, пиньинь  cāng jié	 shūrùfǎ, палл. цанцзе шужуфа) — структурный метод ввода китайских иероглифов, разработанный в 1976 году Чу Бонфу, один из способов ввода иероглифов с клавиатуры пишущей машины, компьютера и так далее.
В основе метода Цанцзе лежит простая геометрическая декомпозиция иероглифа, а не стандартный порядок написания черт и ключи Канси.

## Эпоним
Исторически способы ввода китайских иероглифов путём разложения на составные части появились ещё в конце XIX века для передачи китайских текстов по телеграфу и радио (аналог азбуки Морзе). Разработанный Чу Бонфу метод ввода китайских иероглифов назван в честь Цан Цзе (кит. трад. 倉頡, упр. 仓颉, пиньинь Cāng Jié, палл. Цан Цзе) — придворного историографа мифического императора Хуан Ди и легендарного создателя китайской письменности.

## Раскладка клавиатуры, ключи (радикалы)

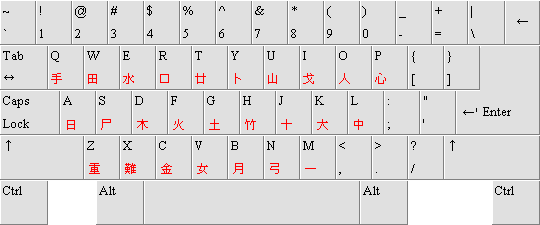
Раскладка клавиатуры Cangjie

В структурном методе ввода китайских иероглифов «Цанцзе» базовые компоненты получили название «ключи» (или «радикалы»). При этом в стандартной раскладке клавиатуры используются от 25 до 26 клавиш: клавиши «X» и «Z» (либо только «X») кодируют иероглифы специальной группы 重 / 難 «Коллизия»/«Сложные», а остальные 24 кодируют определённые радикалы, которые поделены на группы и ассоциированы с буквами латинского алфавита:
| Группа               | Клавиша | Радикал         | Примечание |
| -------------------- | ------- | --------------- | --- |
| Философская группа:  | A       | 日 — солнце     | Философская группа состоит из 7 радикалов (или иероглифических ключей), ассоциированных с латинскими буквами A—G |
| Философская группа:  | B       | 月 — луна       | Философская группа состоит из 7 радикалов (или иероглифических ключей), ассоциированных с латинскими буквами A—G |
| Философская группа:  | C       | 金 — золото     | Философская группа состоит из 7 радикалов (или иероглифических ключей), ассоциированных с латинскими буквами A—G |
| Философская группа:  | D       | 木 — лес        | Философская группа состоит из 7 радикалов (или иероглифических ключей), ассоциированных с латинскими буквами A—G |
| Философская группа:  | E       | 水 — вода       | Философская группа состоит из 7 радикалов (или иероглифических ключей), ассоциированных с латинскими буквами A—G |
| Философская группа:  | F       | 火 — огонь      | Философская группа состоит из 7 радикалов (или иероглифических ключей), ассоциированных с латинскими буквами A—G |
| Философская группа:  | G       | 土 — земля      | Философская группа состоит из 7 радикалов (или иероглифических ключей), ассоциированных с латинскими буквами A—G |
| Группа «черты»:      | H       | 竹 — бамбук     | |
| Группа «черты»:      | I       | 戈 — оружие     | |
| Группа «черты»:      | J       | 十 — десять     | |
| Группа «черты»:      | K       | 大 — большой    | |
| Группа «черты»:      | L       | 中 — центр      | |
| Группа «черты»:      | M       | 一 — один       | |
| Группа «черты»:      | N       | 弓 — лук        | |
| Группа «части тела»: | O       | 人 — человек    | |
| Группа «части тела»: | P       | 心 — сердце     | |
| Группа «части тела»: | Q       | 手 — рука       | |
| Группа «части тела»: | R       | 口 — рот        | |
| Группа «формы»:      | S       | 尸 — мертвец    | |
| Группа «формы»:      | T       | 廿 — двадцать   | |
| Группа «формы»:      | U       | 山 — гора       | |
| Группа «формы»:      | V       | 女 — женщина    | |
| Группа «формы»:      | W       | 田 — поле       | |
| Группа «формы»:      | Y       | 卜 — гадать     | |
| Специальная группа*: | X       | 難 — «Сложные»  | 難 — для ввода сложных радикалов.                                                                                |
| Специальная группа*: | Z       | 重 — «Коллизия» | 重 — для разрешения коллизий при декомпозиции иероглифа                                                          |

*Для ввода иероглифов 重 / 難 специальной группы может использоваться только клавиша X: 重 / 難 «Коллизия»/«Сложные». Если для ввода иероглифов используются клавиши X и Z, то клавише X соответствует только иероглиф 難 — «Сложные».
Таблица радикалов — 24 основных ключа способны дать начало 87 новым иероглифам:

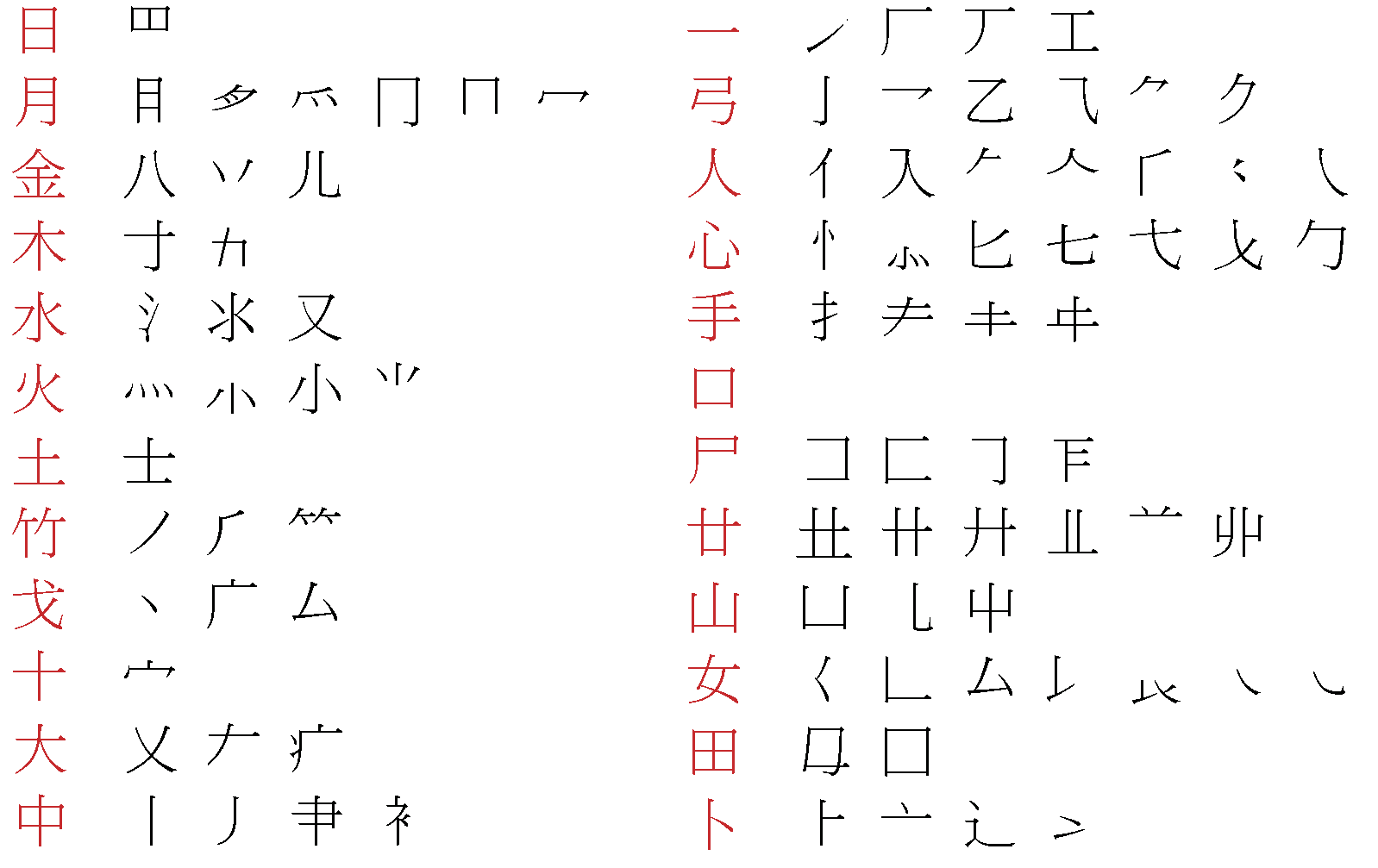
Таблица радикалов: красным обозначены основные иероглифические ключи (радикалы), а чёрным изображены вторичные (связанные с ними) иероглифы.

Приведенной выше таблицы радикалов достаточно для того, чтобы воспроизвести наиболее используемые китайские иероглифы.

## Правила и исключения деления на радикалы при декомпозиции иероглифа
Основополагающие принципы, заложенные в основу декомпозиции:
- Лаконичность — в том случае, когда возможно несколько вариантов декомпозиции иероглифа, следует выбирать наиболее короткий.
- Полнота — в том случае, когда возможно несколько вариантов декомпозиции иероглифа с одинаковой длиной, следует выбирать тот, первый элемент декомпозиции которого является наиболее сложным.
- Отображение части радикала:
  - Следует (по возможности) избегать использования более одного раза подряд одного и того же иероглифического ключа.
  - При разделении на части необходимо следить за тем, чтобы форма иероглифа не была «обрезана» по углам.
- Пропуск кодов:
  - Частичный пропуск — в том случае, когда превышено допустимое количество кодов, используемых при декомпозиции иероглифа, лишние коды следует игнорировать.
  - Пропуск «вложенных» частей — если очертание или часть иероглифа, которая подлежит декомпозиции, «огорожена», то кодируется только огораживающая часть, при этом вложенная часть игнорируется.

### Правила
Для правильного деления иероглифа на «радикалы» в ходе создания декомпозиции разработаны основные правила:
- Направление разбора: слева направо → сверху вниз → снаружи внутрь.
- У иероглифов, которые состоят из соединённых частей, кодированию подлежат только 4 части: первая, вторая, третья и последняя.
- Иероглифы, которые состоят из двух несоединённых частей (например, 你), необходимо разложить на соединённые части (на примере 你 — это 人 и 尔), затем — кодировать 1 и последний радикал первой части, а также 1, 2 и последний радикал второй части иероглифа.
- Иероглифы, которые состоят из нескольких несоединённых частей (например, 謝), необходимо разложить на соединённые части (на примере 謝 — это 言, 身 и 寸), затем — кодировать первый и последний радикал первой части, первый и последний радикал второй части и последний радикал последней части иероглифа.

### Исключения
Некоторые начертания являются исключением из правил и всегда кодируются определённым образом. Лист исключений:
| Иероглиф             | Начертание декомпозиции в Цанцзе | Начертание декомпозиции в Цанцзе | Начертание декомпозиции в Цанцзе |
| Иероглиф             | Версия 2 (v2)                    | Версия 3 (v3)                    | Версия 5 (v5)                    |
| -------------------- | -------------------------------- | -------------------------------- | -------------------------------- |
| 門 (дверь)           | 日 弓 (AN)                       | 日 弓 (AN)                       | 日 弓 (AN)                       |
| 目 (сетка)           | 月 山 (BU)                       | 月 山 (BU)                       | 月 山 (BU)                       |
| 鬼 (призрак)         | 竹 戈 (HI)                       | 竹 戈 (HI) or HUI                | —                                |
| 几 (несколько)       | 竹 山 (HU)                       | 竹 弓 (HN)                       | 竹 弓 (HN)                       |
| 贏 (выиграть)        | —                                | 卜 口 月 月 弓 (YRBBN)           | 卜 弓 月 山 金 (YNBUC)           |
| 虍 (тигр [радикал])  | 卜 心 (YP)                       | 卜 心 (YP)                       | 卜 心 (YP)                       |
| 亡 on top of 口 (吂) | 卜 口 (YR)                       | 卜 口 (YR)                       | 卜 女 口 (YVR)                   |
| 隹 (короткохвостые)  | 人 土 (OG)                       | 人 土 (OG)                       | 人 土 (OG)                       |
| 气 (газ [радикал])   | 人 山 (OU)                       | 人 弓 (ON)                       | 人 一 弓 (OMN)                   |
| 畿 minus the 田      | 女 戈 (VI)                       | 女 戈 (VI)                       | 女 戈 (VI)                       |
| 鬥 (ведро)           | 中 弓 (LN)                       | 中 弓 (LN)                       | 中 弓 (LN)                       |
| 阝(город)            | 弓 中 (NL)                       | 弓 中 (NL)                       | 弓 中 (NL)                       |

Некоторые иероглифы не могут быть разобраны (по методу Цанцзе их вводят с помощью клавиши «Х» клавиатуры, маркированной иероглифом 難 — «Сложные»).
| Иероглиф       | Начертание декомпозиции в Цанцзе (v5) |
| -------------- | ------------------------------------- |
| 臼 (ступка)    | HX                                    |
| 與 (с)         | HXYC                                  |
| 興 (син)       | HXBC                                  |
| 盥 (ванна)     | HXBT                                  |
| 姊 (сестра)    | VLXH                                  |
| 齊 (ци)        | YX                                    |
| 兼 (и)         | TXC                                   |
| 鹿 (олень)     | IXP                                   |
| 身 (тело)      | HXH                                   |
| 卍 (свастика)  | NX                                    |
| 黽 (холстомер) | RXU                                   |
| 龜 (черепаха)  | NXU                                   |
| 廌 (единорог)  | IXF                                   |
| 慶 (цин)       | IXE                                   |
| 淵 (йон)       | ELXL                                  |
| 肅 (СУ)        | LX                                    |

Декомпозиция иероглифов: в соответствии с правилами иероглиф должен быть разделен на радикалы. При этом предпочтительнее использование различных радикалов, которые не пересекаются и не накладываются друг на друга:
| Иероглиф            |       |         |       |         |        |         |        |         |          |          |        |          |
| ------------------- | ----- | ------- | ----- | ------- | ------ | ------- | ------ | ------- | -------- | -------- | ------ | -------- |
|                     | верно | неверно | верно | неверно | верно  | неверно | верно  | неверно | верно    | неверно  | верно  | неверно  |
| Деление на радикалы | ⺌木  | 木丷    | 月凵  | 月一    | 丨冂大 | 大冂    | 十乂日 | 土丿日  | 十中肀亅 | 十口肀亅 | 勹乂乂 | 勹丿丿丶 |
| Клавиши клавиатуры  | 火木  | 木金    | 月山  | 月一    | 中月大 | 大月    | 十大日 | 土竹日  | 十中中弓 | 十口中弓 | 心大大 | 心竹竹戈 |

## Версии
Метод Цанцзе в своей эволюции дошёл до пятой версии. Тем не менее, наибольшее распространение получила третья версия, совместимая с операционной системой Microsoft Windows. В то же время Mac OS X поддерживает версию Цанцзе, которая является гибридом между версиями 3 и 5.

## Игровые тренажёры
Для тренировки навыков ввода радикалов китайских иероглифов структурным методом Цанцзе разработчики внедрили специальную флэш-игру, в которой предусмотрена возможность получения подсказки создания правильной декомпозиции иероглифа, а также необходимой клавиши для кодирования требуемого радикала на клавиатуре компьютера. Кроме того, предусмотрена возможность введения таблицы всех радикалов, которая способствует упрощению процесса обучения для некоторых пользователей.

### Обучающие ресурсы
- Способ ввода кандзи Цанцзе
- 倉頡チュートリアル (Учебное пособие по Цанцзе)  (яп.)
- Une introduction à la méthode Cangjie  (фр.)
- Overview of the Cang-Jie Method  (англ.)
- 倉頡字典 (Цанцзе словарь)  (кит.)

### Цанцзе клавиатура онлайн
- Метод ввода Цанцзе онлайн 網上倉頡輸入法  (кит.)  (англ.)
- Метод ввода Цанцзе онлайн (пятое поколение) 第五代倉頡輸入法2022世紀版  (кит.)

### Другие
- Chinese Character Database: With Word-formations Phonologically Disambiguated According to the Cantonese Dialect: База данных, охватывающая весь набор китайских иероглифов (5401 уровень 1 и уровень 2 7652 Ханзи), а также 7 дополнительных Этене Ханзи. В базе указан ввод кодов цанцзе для каждого иероглифа. Примечание: указанная база данных не содержит дополнительных символов набора (hkscs — 2001) Гонконг. (англ.)
- Mingzhu generator (кит. (Тайвань)): Страница Бонг Чу Фу содержит исполняемый файл, исходный код и инструкцию Mingzhu (рус. Минчжу) — генератора кода Цанцзе, который работает в операционной системе MS Windows, а также в режиме «командная строка» (DOS PROMPT). Требуется наличие программного обеспечения Microsoft Macro Assembler и установка по ссылке.